# Xã Johnstown, Michigan
Xã Johnstown (tiếng Anh: Johnstown Township) là một xã thuộc quận Barry, tiểu bang Michigan, Hoa Kỳ. Năm 2010, dân số của xã này là 3.008 người.